# Gnophos kononis
Gnophos kononis är en fjärilsart som beskrevs av Matsumura 1927. Gnophos kononis ingår i släktet Gnophos och familjen mätare. Inga underarter finns listade i Catalogue of Life.